# Poggiorsini
Poggiorsini is een gemeente in de Italiaanse provincie Bari (regio Apulië) en telt 1481 inwoners (31-12-2004). De oppervlakte bedraagt 43,1 km², de bevolkingsdichtheid is 34 inwoners per km².

## Demografie
Poggiorsini telt ongeveer 512 huishoudens. Het aantal inwoners steeg in de periode 1991-2001 met 2,6% volgens cijfers uit de tienjaarlijkse volkstellingen van ISTAT.
| Jaar | Inwoneraantal |
| ---- | ------------- |
| 1991 | 1478          |
| 2001 | 1517          |

## Geografie
Poggiorsini grenst aan de volgende gemeenten: Genzano di Lucania (PZ), Gravina in Puglia, Spinazzola.
Acquaviva delle Fonti · Adelfia · Alberobello · Altamura · Bari · Binetto · Bitetto · Bitonto · Bitritto · Capurso · Casamassima · Cassano delle Murge · Castellana Grotte · Cellamare · Conversano · Corato · Gioia del Colle · Giovinazzo · Gravina in Puglia · Grumo Appula · Locorotondo · Modugno · Mola di Bari · Molfetta · Monopoli · Noci · Noicàttaro · Palo del Colle · Poggiorsini · Polignano a Mare · Putignano · Rutigliano · Ruvo di Puglia · Sammichele di Bari · Sannicandro di Bari · Santeramo in Colle · Terlizzi · Toritto · Triggiano · Turi · Valenzano